# Ciutadella (arquitectura)

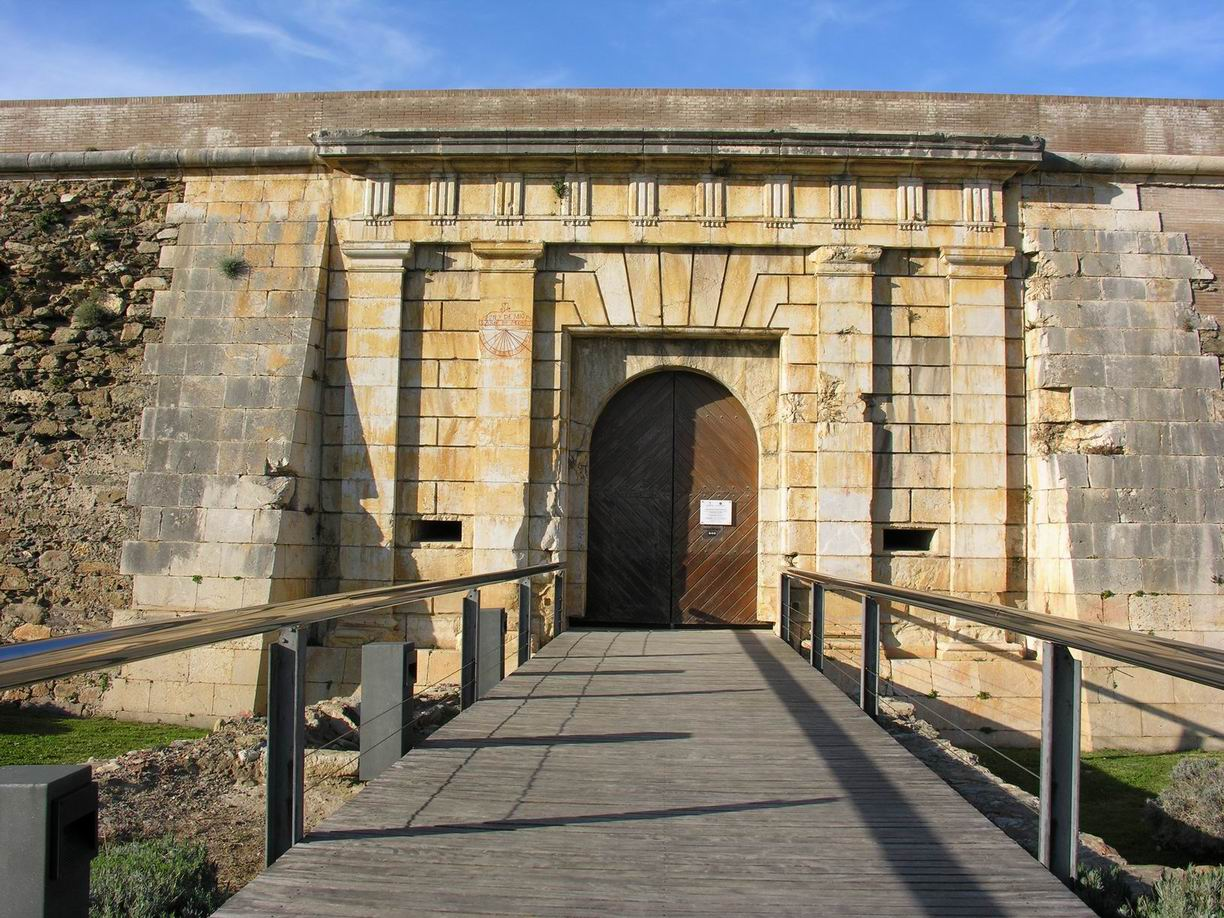
Portal de la ciutadella de Roses

Una ciutadella és una fortalesa construïda per tal de protegir una ciutat, de vegades amb un castell al mig. El terme deriva de l'italià cittadella, "ciutat petita".
Les ciutadelles molt sovint s'han fet servir per protegir una guarnició o bé el poder polític dels propis habitants de la ciutat que pretenien defensar, i foren projectades per assegurar la lleialtat de les ciutats que defensaven. Per exemple, Barcelona va tenir una gran ciutadella aixecada el 1714 per intimidar els barcelonins i evitar que es repetissin les rebel·lions de mitjan segle xvii (guerra dels Segadors) i primer terç del xviii (guerra de Successió) contra el govern. Al segle xix, tan bon punt el clima polític es va liberalitzar prou per permetre-ho, l'Ajuntament van demolir la ciutadella i la van substituir pel parc central de la ciutat: l'anomenat Parc de la Ciutadella.
A la Grècia antiga, la ciutadella, situada en un lloc aturonat, era molt important per a la vida de la comunitat, ja que servia de refugi i fortalesa en èpoques de perill i allotjava les reserves militars i alimentàries per a un cas de necessitat, el temple de la deïtat local i el palau del govern. A l'edat mitjana, la ciutadella era l'última defensa d'un exèrcit assetjat: sovint era presa després que la ciutat ja hagués estat conquerida, i oferia protecció a la població de la ciutat i la rodalia. A l'Àndalus la ciutadella s'anomenava alcassaba.
En una fortificació amb bastions, la ciutadella és la part més forta del sistema, de vegades la més interna, voltada de les muralles interiors i dels bastions, tot i que sovint formava part de la muralla exterior per qüestions econòmiques. Es considerava la darrera línia de defensa que havia de franquejar l'enemic, un cop superats els altres components del sistema de la fortalesa.